# 柏林装饰艺术博物馆

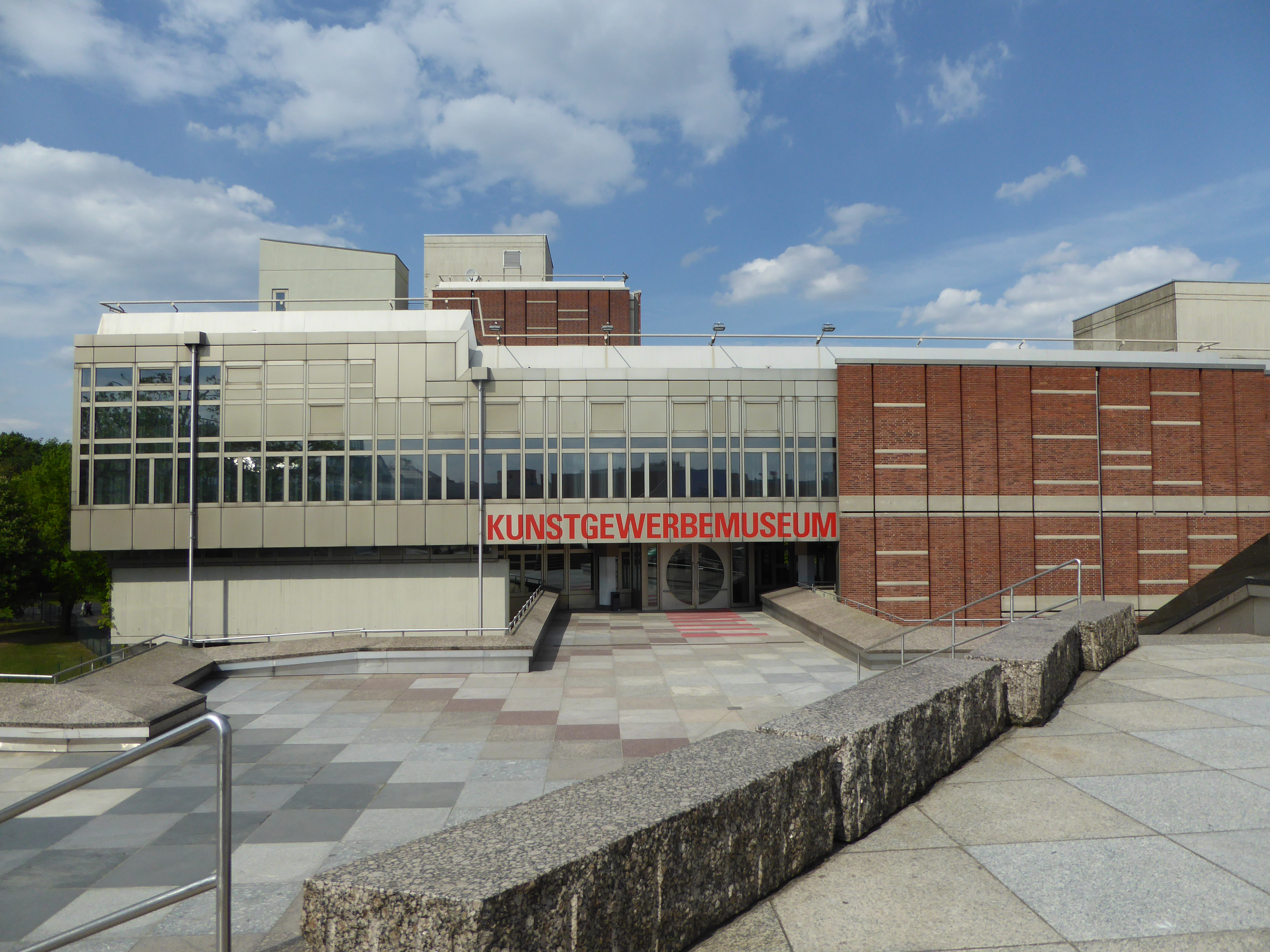
入口

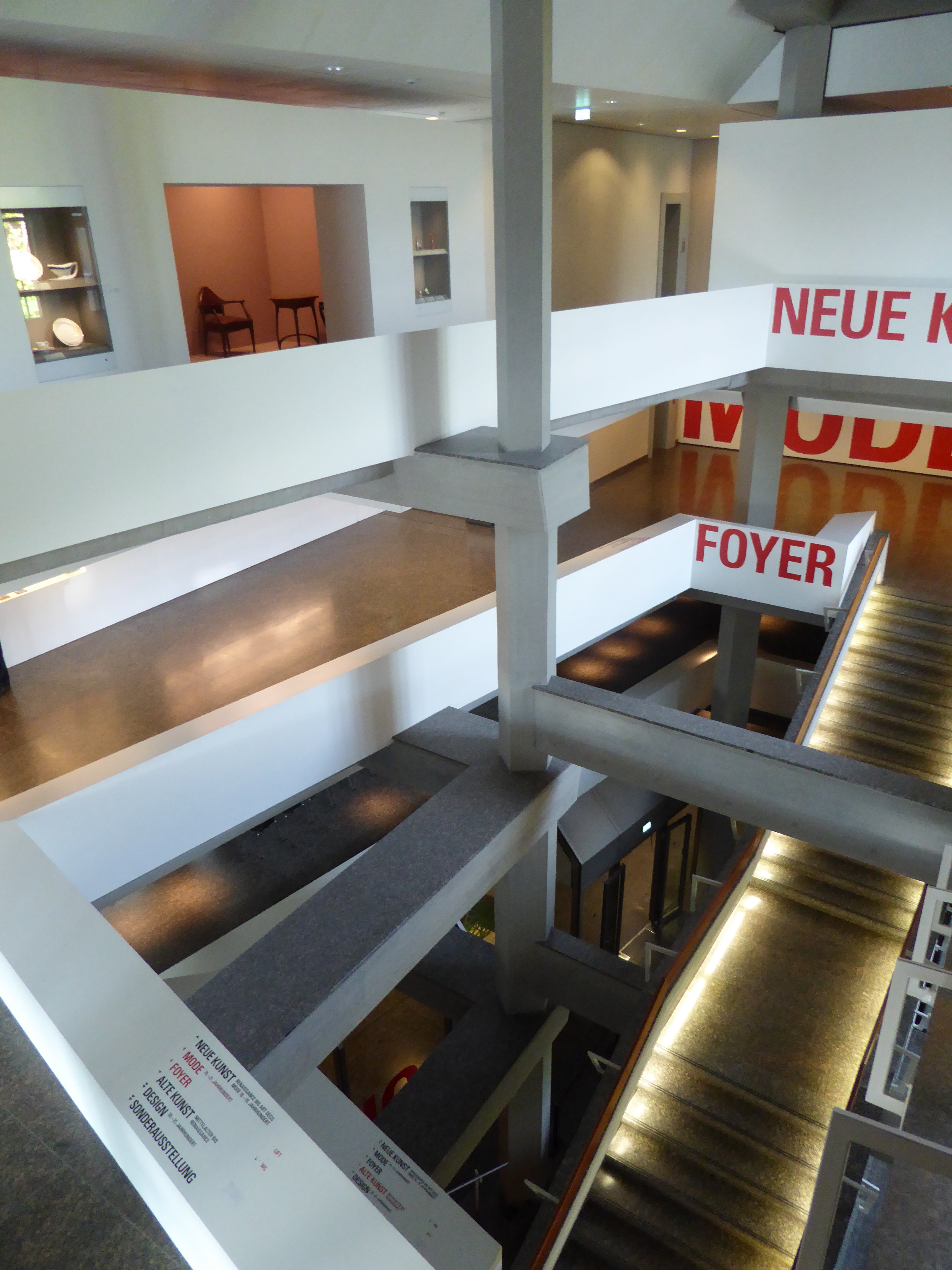
博物馆内

柏林装饰艺术博物馆(德語：Kunstgewerbemuseum)是一个德国装饰艺术博物馆，也是柏林国立博物馆的一部分。藏品因为历史原因被分割在柏林文化广场 (52°30′35″N 13°22′03″E / 52.5097°N 13.3674°E) 和克佩尼克宫(52°26′38″N 13°34′22″E / 52.4439°N 13.5728°E).。

## 历史
创建于1868年，1879年改为现在的名字。1881年搬迁到马丁-格罗皮乌斯博物馆，1921年搬迁至柏林城市宫。

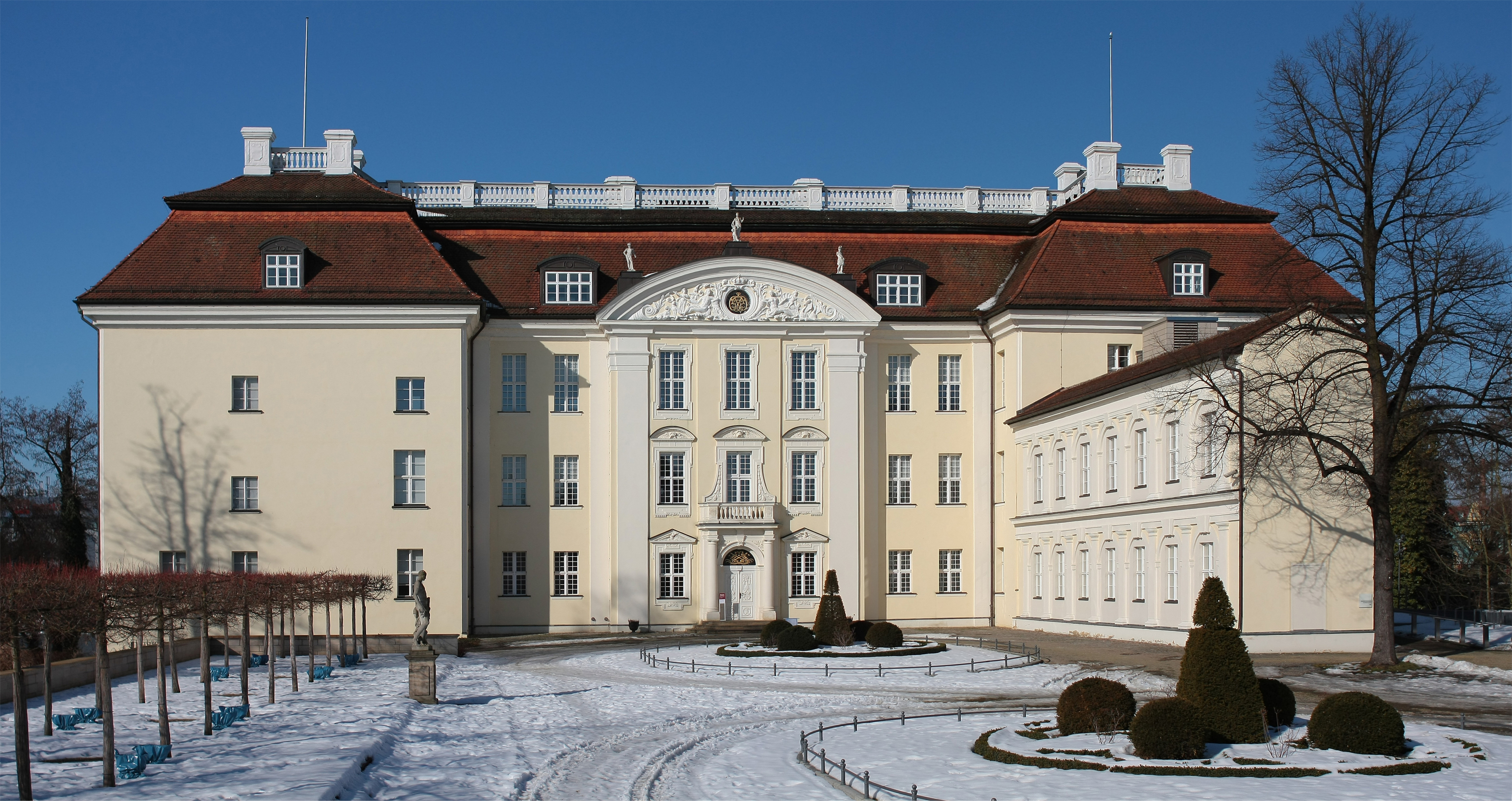
克佩尼克宫

部分展品毁于第二次世界大战，剩下的展品被分别藏于东柏林和西柏林。 东部展品1963年搬迁至克佩尼克宫，西部展品搬迁至夏洛滕堡宫，1985年后转移至柏林文化广场

## 画廊
- Fragment of an embroidered tapestry from Halberstadt, around 1170
- The Guelph Cross, first half 12th century
- Merseburger Spiegelkabinett, 1712–1715, by Johann Michael Hoppenhaupt I., from the Merseburg palace (today at Köpenick palace)
- Drawing room furniture by Carlo Bugatti, Milan around 1885
- Processional cross from Enger